# Chiesa di San Vito Martire e Grotta di Lourdes
La chiesa di San Vito Martire si trova nel quartiere San Vito, nel comune di Cerea a sud di Verona.

## Storia
La fondazione del convento intitolato a san Vito, la nutrice Crescenzia ed il tutore Modesto, viene attribuita al canonico Ubaldo dell'ordine di San Marco di Mantova, vissuto nella prima metà del XIII secolo. Nel 1480 il convento passò ai frati del sacro ordine del Carmelo. Successivamente, nel 1770, il monastero cessò la sua esistenza, quando il senato veneto ne decretò la soppressione. I fabbricati vennero demoliti nel 1772, rimase solo la chiesa, nella quale erano custodite le presunte spoglie mortali dei tre santi.

## Descrizione
La struttura della chiesa è a croce latina. All'interno è possibile ammirare una bella statua della Madonna del Carmelo scolpita da Giuseppe Antonio Schiavi nel 1758. Sull'arco del presbiterio si legge la scritta: "Gloria Libani Data Est Et Decor Carmeli et Saron", in riferimento alla Vergine Gloria del Libano e Onore del Carmelo. Alla mano della Madonna si trova appeso uno scapolare, in memoria della visione del santo monaco carmelitano Simone Stok, al quale la Santa Vergine avrebbe promesso che chiunque fosse morto vestito dell'abito carmelitano sarebbe stato salvo. Il privilegio si estese a tutti quelli che portavano lo scapolare, che per praticità fu ridotto di forma e dimensione: due piccole pezze di stoffa unite da due nastri. 
Sono inoltre attribuibili a Giuseppe Antonio Schiavi la progettazione dell'altare (edificato sul vecchio altare di pietre e mattoni sotto il quale venne trovata la cassetta contenente i resti dei tre Santi) e delle testine di putti situate sulle portine laterali di accesso al coro, arricchite in origine da busti o statuette, come dimostrato dai piedistalli sottostanti. 
Sono forse degli ex voto per la peste scampata nel 1510 le preziose sculture lignee raffiguranti san Sebastiano e san Rocco. Del 1588 la pala appesa sulla controfacciata della chiesa. Essa raffigura la madre di Dio incoronata regina e venerata da tre santi: san Rocco, san Giacomo apostolo e un santo vescovo. Il dipinto richiama la scuola di Felice Brusasorzi o Brusasorci. L'altro dipinto situato sulla controfacciata fu eseguito da Giuseppe Merlin (n.1912): è la riproduzione del quadro "La Pietà" di Sebastiano del Piombo del 1517 raffigurante la deposizione di Gesù. Solo alcuni resti rimangono invece dell'affresco che copriva tutta la parete del coro dietro all'altare maggiore. Esso, secondo fonti discordanti raffigurava san Paolo apostolo o san Ludovico di Francia. 
La chiesa è stata per molti anni chiesa parrocchiale per la comunità di San Vito (Cerea), ora è luogo dedicato alla Beata Vergine di Lourdes, nel quale vengono celebrate alcune funzioni in particolari occasioni. Dal 2004, inoltre, si tiene ogni anno la mostra dei presepi, manifestazione sempre più importante che vede la partecipazione di artigiani e famiglie da molte parti d'Italia. 

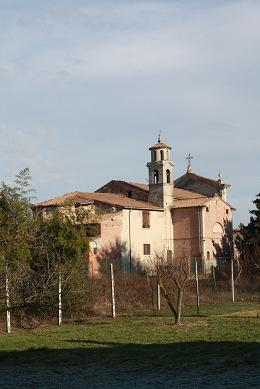
La chiesa

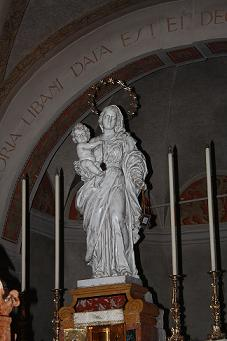
La Madonna del Carmelo

## Reliquie
Secondo la tradizione sotto l'altare maggiore della chiesa fu rinvenuta una cassetta contenente i presunti resti mortali dei tre santi: san Vito Martire, san Modesto (tutore di San Vito) e santa Crescenzia (nutrice di San Vito). La loro antica presenza è documentata dall'iscrizione fissata sotto l'altare: "Corpora Sanctorum Martirum Viti Modesti et Crescenzie Eius Nutricum Hic Iacent". 
Per ben due volte l'integrità delle reliquie rischiò di essere compromessa: nel 1609, quando una parte delle reliquie fu chiesta dalla città di Recanati che aveva come santi patroni Vito, Modesto e Crescenzia; e nel 1800, quando era parroco di Cerea don Benassuti. 
Nel 1905 la reliquie furono spostate dall'altare maggiore e poste definitivamente nei rispettivi altari, dove furono collocate anche le statue di cartapesta raffiguranti i Santissimi Martiri, eseguite dall'artista artigiano statuista Raffaele Caretta di Lecce. Nonostante la dispersione delle reliquie in varie parti d'Italia e d'Europa, alcuni storici confermano l'autenticità dei resti presenti a San Vito di Cerea. A tutt'oggi la veridicità di tale autenticità non è stata verificata, la chiesa rimane però luogo di grande devozione per il santo patrono del quartiere e dei santi Modesto e Crescenzia.

## Grotta

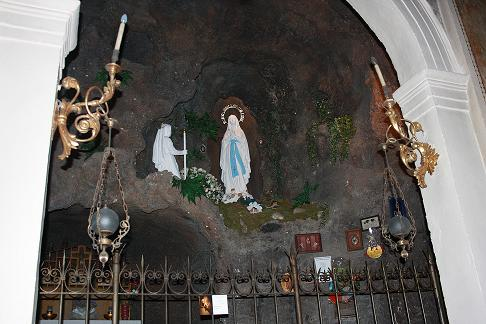
La Grotta

Nel 1923 fu eretta nella chiesa una riproduzione della Grotta di Lourdes. Durante la prima guerra mondiale infatti, molte furono le famiglie di San Vito che fecero voto alla Madonna, promettendo di fare un pellegrinaggio a Lourdes qualora i figli mandati al fronte fossero tornati sani e salvi. Al termine della guerra molti furono i caduti ed i figli che non tornarono. Ciò nonostante, le famiglie del quartiere andarono in pellegrinaggio come ringraziamento alla Madonna per quei figli che erano tornati. Al ritorno dal pellegrinaggio essi decisero di ricreare nella chiesetta di San Vito una grotta simile a quella di Lourdes. Nel corso degli anni molte sono state le persone che si sono rivolte alla Madonna e le grazie ricevute, come dimostrano i molti quadri "per grazia ricevuta" appesi nella grotta. Per qualche tempo la chiesa andò in disuso e molti ex voto vennero trafugati. Con i soldi rimasti, dopo la costruzione della grotta, fu creata una croce commemorativa, dedicata ai caduti della prima guerra mondiale. Oltre al culto del Santo patrono si aggiunge quindi una forte devozione della comunità nei confronti della beata Vergine.